# Óriás szarkapinty
Az óriás szarkapinty (Spermestes fringilloides) a madarak osztályának a verébalakúak (Passeriformes) rendjébe, ezen belül a díszpintyfélék (Estrildidae) családjába tartozó faj.

## Rendszerezés
Besorolása vitatott, egyes rendszerezők szerint a Lonchura nembe tartozik Lonchura fringilloides néven.

## Előfordulása
Afrikában, a Szaharától délre honos. A természetes élőhelye szubtrópusi és trópusi síkvidéki esőerdők száraz gyepek, szavannák, száraz és nedves bokrosok, valamint ültetvények. Mindenütt csak lokálisan és szórványosan fordul elő, sehol sem gyakori.

## Alfajai
- Spermestes fringilloides fringilloides (Lafresnaye, 1835)
- Spermestes fringilloides pica

## Megjelenése
Testhossza 12 centiméter. A fej, a torok, a nyak, a felső farokfedők és a farktollak kékes fényű feketék, a hát és a nyak sötétbarnák. A hát elülső részén és a szárnyfedőkön fehér csíkok találhatók. A mell és a has fehér, a melloldalon egy nagy fekete, a lágyéknél pedig fekete szegélyű rozsdabarna folt látható. Az alsó farokfedők fehérek. A szem barna, a láb szürke. A felső csőrkáva fekete, az alsó kékesszürke, fekete heggyel.

## Életmódja
Előszeretettel tartózkodik a folyó menti sűrűségekben, nádasokban. Gyakran emberi települések közelében is. Különösen szereti a rizst, ezért elterjedése Kelet-Afrikában mindenütt követi a rizskultúrát. Fű és gyommagvakat fogyaszt.

## Szaporodása
Rendetlenül összehordott fészkét főleg gyümölcs- és pálmafákra, telepített fenyőkre vagy bambuszsűrűségekbe, 1-12 méter magasságban építi. A tojó 4-6 fehér tojást rak, amelyekből 13 nap múlva kelnek ki a fiókák. A fiatal madarak 21 napig maradnak a fészekben.